# نادي اتحاد السنبلاوين
نادي اتحاد السنبلاوين أو نادي اتحاد السنبلاوين الرياضي، هو نادي رياضي مصري يقع بمحافظة الدقهلية بمدينة السنبلاوين، يلعب حاليا في الدوري المصري القسم الرابع.